# Elaphoglossum potosianum
El helecho lengua de venado (Elaphoglossum potosianum) es un helecho, miembro de la familia Dryopteridaceae; El nombre Elaphoglossum, se deriva del griego “elaphos” (venado) y “glossa” (lengua),  el nombre de la especie (potosianum) se debe a que fue colectado por primera vez en el estado de San Luis Potosí.

## Clasificación y descripción
Rizoma: corto, rastrero, de 2 a 3 mm de diámetro, con escamas de color naranja ocasionalmente negras con la edad;  fronde: enteras, simples, dimórficas, de entre 12-21 x 1.4-2.2 cm, las frondas fértiles sobrepasan a las estériles en longitud; pecíolo: de 1/3 a 1/2 del largo de la fronda estéril, con escamas dispersas, en las frondas fértiles el peciolo puede ser de 2/3 la longitud de la fronda; lámina: angostamente elíptica, de consistencia acartonada; soros: cubren completamente la superficie inferior (abaxial) de las frondas fértiles, de color negro cuando están maduros; indusio: ausente.

## Distribución
Endémica de México, ocupa solo la región noreste hasta el centro del país.

## Ambiente
Habita en bosques de pino, encino y mixtos, requiere de mucha humedad y protección de los rayos directos del sol.

## Estado de conservación
No se encuentra sujeta a ningún estatus de conservación.